# Aileen Pringle
Aileen Pringle est une actrice américaine, née Aileen Bisbee le 23 juillet 1895 à San Francisco (Californie), morte le 16 décembre 1989 à New York (État de New York).

## Biographie
Aileen Pringle (du nom de son premier mari) débute au cinéma en 1920 et contribue à environ quatre-vingts films américains, dont une quarantaine muets. Elle fait sa dernière apparition à l'écran (un petit rôle non crédité) dans Laura d'Otto Preminger (avec Gene Tierney dans le rôle-titre et Dana Andrews), sorti en 1944, après quoi elle se retire définitivement.
Parmi ses films notables, citons La Sorcière de Tod Browning (1925, avec Conway Tearle et Mitchell Lewis), Cœur de tzigane de Fred Niblo (1928, avec Nils Asther et Joan Crawford), ou encore Le Fantôme de Crestwood de J. Walter Ruben (1932, avec Ricardo Cortez et Karen Morley).
Pour sa contribution au cinéma, une étoile lui est dédiée sur le Walk of Fame d'Hollywood Boulevard.

## Filmographie partielle
- 1920 : Les erreurs qui se paient (The Cost) de Harley Knoles
- 1920 : The Sport of Kings de Frederick A. Thomson
- 1922 : L'Engrenage (Oath-Bound) de Bernard J. Durning
- 1922 : La Dictatrice (My American Wife) de Sam Wood
- 1923 : Calvaire d'apôtre (The Christian) de Maurice Tourneur
- 1923 : In the Palace of the King de Emmett J. Flynn
- 1923 : Âmes à vendre (Souls for Sale) de Rupert Hughes
- 1923 : Dans la gueule du tigre (en) (The Tiger's Claw) de Joseph Henabery
- 1923 : Or et Poison (Don't marry for Money) de Clarence Brown
- 1924 : Le Glaive de la loi (Name the Man) de Victor Sjöström
- 1924 : Amours de Reine (Three Weeks) de Alan Crosland
- 1924 : Son heure (His Hour) de King Vidor
- 1924 : Silence sacré (True as Steel) de Rupert Hughes
- 1925 : One Year to Live d'Irving Cummings
- 1925 : Un baiser dans la nuit (A Kiss in the Dark) de Frank Tuttle
- 1925 : La Sorcière (The Mystic) de Tod Browning
- 1925 : A Thief in Paradise (en) de George Fitzmaurice
- 1925 : Soul Mates de Jack Conway
- 1926 : Les Dieux de bronze (Tin Gods) de Allan Dwan
- 1926 : La Femme sauvage (The Wilderness Woman) de Howard Higgin
- 1927 : Body and Soul de Reginald Barker
- 1927 : Adam and Evil de Robert Z. Leonard
- 1928 : Cœur de tzigane (Dream of Love) de Fred Niblo
- 1928 : Mon pékinois (The Baby Cyclone) de A. Edward Sutherland
- 1928 : Mirages (Show People) de King Vidor (caméo ; elle-même)
- 1928 : Monique et son tuteur (Beau Broadway) de Malcolm St. Clair
- 1929 : Wall Street de Roy William Neill
- 1929 : La Combine (Night Parade) de Malcolm St. Clair
- 1929 : Le Martyr imaginaire (A Single Man) de Harry Beaumont
- 1930 : Vertige (Puttin' on the Ritz) de Edward Sloman
- 1931 : Convicted de Christy Cabanne
- 1931 : Murder at Midnight de Frank R. Strayer
- 1932 : Le Fantôme de Crestwood (The Phantom of Crestwood) de J. Walter Ruben
- 1932 : The Age of Consent de Gregory La Cava
- 1932 : Police Court de Louis King
- 1933 : By Appointment Only de Frank R. Strayer
- 1934 : Sa femme et sa secrétaire (Wife vs. Secretary) de Clarence Brown
- 1934 : Sons of Steel de Charles Lamont
- 1934 : Jane Eyre de Christy Cabanne
- 1934 : Once to Every Bachelor de William Nigh
- 1936 : L'Heure mystérieuse (The Unguarded Hour) de Sam Wood
- 1936 : Jim l'excentrique (Piccadilly Jim) de Robert Z. Leonard
- 1937 : La Fin de Mme Cheyney (The Last of Mrs. Cheyney) de Richard Boleslawski
- 1937 : Deux femmes (John Meade's Woman) de Richard Wallace
- 1937 : Thanks for Listening de Marshall Neilan
- 1937 : La Joyeuse Suicidée (Nothing Sacred) de William A. Wellman
- 1937 : Double Enquête (She's No Lady) de Charles Vidor
- 1938 : Un envoyé très spécial (Too Hot to Handle) de Jack Conway
- 1939 : Femmes (The Women) de George Cukor
- 1939 : The Night of Nights de Lewis Milestone
- 1939 : André Hardy millionnaire (The Hardys ride high) de George B. Seitz
- 1939 : On demande le docteur Kildare (Calling Dr. Kildare) de Harold S. Bucquet
- 1939 : Should a Girl Marry ? de Lambert Hillyer
- 1941 : Rendez-vous d'amour (Appointment for Love) de William A. Seiter
- 1941 : La Charge fantastique (They died with their Boots on) de Raoul Walsh
- 1942 : Le Fruit vert (Between Us Girls) d'Henry Koster
- 1943 : The Youngest Profession d'Edward Buzzell
- 1944 : Depuis ton départ (Since you went away) de John Cromwell
- 1944 : A Wave, a WAC and a Marine de Phil Karlson
- 1944 : Laura d'Otto Preminger